# Posició del missioner

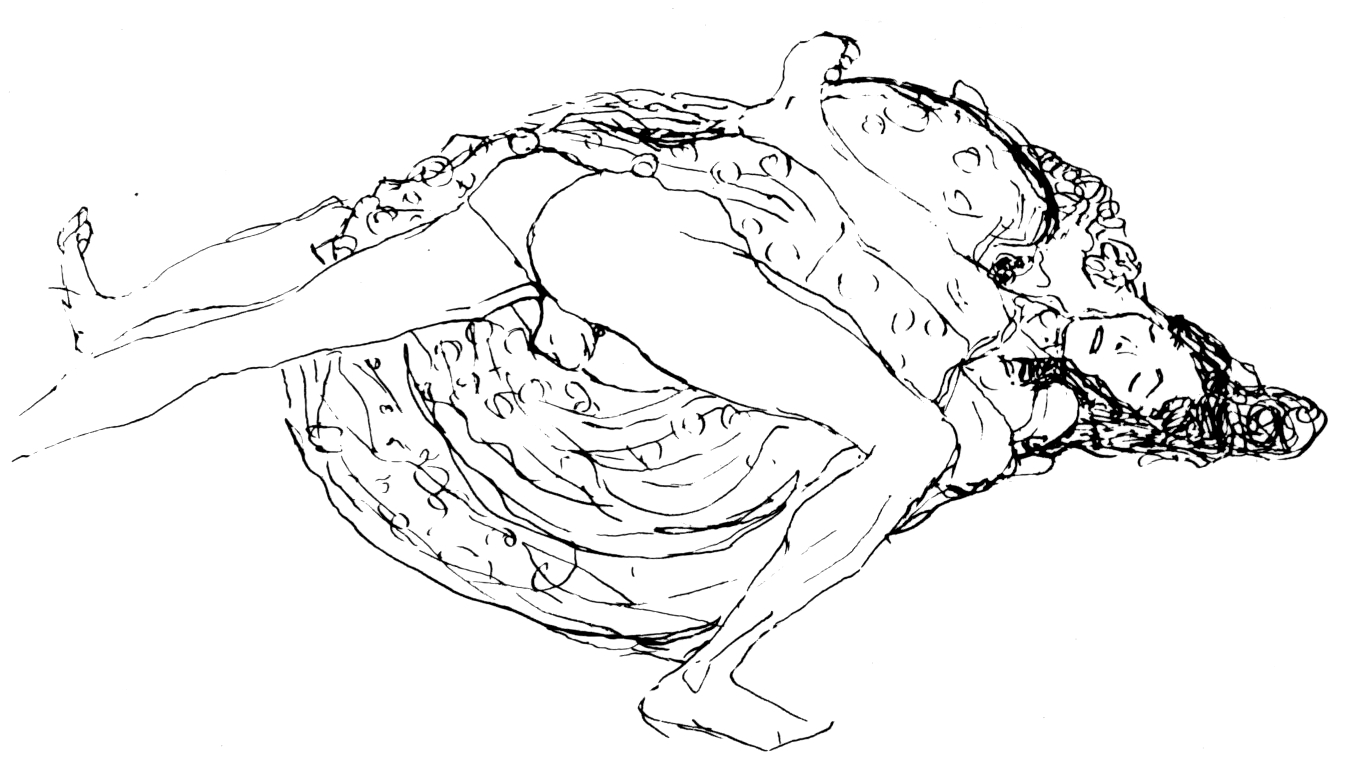
Les missionnaires, dibuix de Gustav Klimt.

La posició del missioner és una posició sexual amb l'home a sobre en què la dona s'estira d'esquena i la parella queda mirant-se l'un a l'altre. Les variacions de la posició permeten diferents graus de tensió vaginal, estimulació clitorídia, profunditat de la penetració, participació per part de la dona, i la probabilitat i la rapidesa de l'orgasme. Aquestes variacions poden incloure que la dona reposi els peus al llit, els alci enlaire, els faci servir per a envoltar el seu company, o posar un o més coixins sota el maluc de la dona.
La posició del missioner fou promoguda per Tomàs d'Aquino i altres personatges eclesiàstics de l'Europa medieval. Apareix en obres d'art antigues dels romans, peruans, indis, xinesos i japonesos. Un mite estès diu que el terme "posició del missioner" aparegué en resposta als missioners cristians, que ensenyaven que aquesta posició era l'única apropiada per copular. És probable que aquesta explicació s'originés en l'obra d'Alfred Kinsey Sexual Behavior in the Human Male, per una combinació de malentesos i malinterpretacions de documents històrics. Els toscans es refereixen a aquesta posició com "la posició angelical", mentre que alguns grups arabòfons l'anomenen "la manera de les serps".
La posició del missioner és sovint preferida per parelles que gaudeixen de les seves qualitats romàntiques, fetes possibles pel gran contacte de pell a pell i les oportunitats de mirar-se als ulls i acaronar-se. També es creu que és una bona posició per a la procreació. En el sexe heterosexual, aquesta posició permet a l'home dirigir el ritme i la profunditat dels impulsos, i algunes parelles gaudeixen de la sensació de l'home "prenent" la dona mentre ella es relaxa. També és possible que la dona empenyi contra l'home movent el maluc o prement els peus contra el llit, i també pot estrènyer-lo més amb els braços o les cames. La posició del missioner és menys adequada per a la part final de la gestació, o si la dona vol tenir un paper més dominant.
Aquesta posició representa un canvi substancial respecte a l'adoptada generalment pels primats (i de fet per tots els vertebrats terrestres) amb el mascle situat per darrere de la femella. Tot i que l'aparició d'una posició com aquesta no deixa rastre al registre fòssil, s'ha intentat datar el seu origen per mitjans indirectes. L'herpes simple és una malaltia que en els humans és causada per un virus que té dos tipus: el tipus 1 que es transmet per contacte oral (amb els petons) i el tipus 2 que es transmet per contacte genital. En canvi, en els simis, el virus té un sol tipus. La separació entre els dos tipus es pot suposar que coincideix amb l'aparició dels petons, que es relaciona amb l'aparició de les relacions sexuals amb el mascle i la femella encarats. Com que la divisió del virus en dos tipus es pot estimar amb tècniques de biologia molecular i es troba que va succeir fa entre vuit i deu milions d'anys, es pensa que aquesta pot ser l'antiguitat de la posició del missioner.